# ماريانا كازاس
ماريانا كازاس (بالإسبانية: Mariana Casas)‏ هي محامية أرجنتينية، ولدت في 27 أغسطس 1959.